# Ljosvetningasagan
Ljosvetningasagan (isl. Ljósvetninga saga) är en av islänningasagorna. Den utspelar sig i Þingeyingaområdet på norra Island. Handlingen utspelar sig under åren 985 t.o.m. cirka 1066. 

## Handling
Sagan berättar först om Torgeir ljosvetningagode Torkelsson som bodde på gården Ljosavatn. Han var Islands lagsagoman under åren 985-1001. Trots att han själv var asatroende, var det han som med sin klokhet och övertalningsförmåga fick kristendomen antagen på Alltinget år 1000. 
Handlingen fortsätter sedan i fyra generationer med Torgeirs son Höskuld och sonsonen Torvard som huvudpersoner. Sagan slutar under Torgeirs sonsonson Höskuld, med Brand Gunnsteinssons fall vid Stamford Bridge år 1066. Bärande inslag för övrigt är Gudmund den mäktiges och Eyjolf haltes tvister med folket från Ljosavatn.

## Tillkomst, manuskript och översättning
Sagan är troligen skriven under åren 1250–1260. Den finns bevarad i två pergamentshandskrifter, AM 461 qu och AM 162 C fol., båda från 1400-talet. Båda dessa membraner har luckor, så att de måste kompletteras med varandra och senare pappershandskrifter. Sagan trycktes först i Köpenhamn år 1830, som en del av Íslendinga sögum II. bindi.
Sagan har även kallats Reykdæla saga, Möðrvellinga saga, samt Þorgeirs saga goða, Guðmundar ríka ok Þorkels háks.
Sagan är översatt till svenska av Åke Ohlmarks (1964).